# مسجد سليمان (رودس)
المسجد السليماني (بالتركية: Süleymaniye Camii)‏ (بالإنجليزية: Suleymaniye Mosque)‏ أو مسجد سليمان (بالإنجليزية: Mosque of Suleiman)‏ مسجد في مدينة رودس في اليونان. بني المسجد بعد فتح جزيرة رودس في 1522 وأعيد بناؤه في عام 1808. وقد سُمّي من قبل السلطان سليمان لإحياء فتحه لبلدة رودس.
هذا المسجد كان المسجد الأول في بلدة رودس، بُني مباشرة بعد أن حاصر العثمانيون هذه البلدة وأسرها في 1522. في 1808 أُعيد بناء المسجد. أغلب المسجد أُعيد بناؤه باستعمال مواد البنايات التي وجدت في نفس المكان في الفترة السابقة. أعمدة الرواق الخارجي تعود إلى الكنيسة المسيحية.
أعطت (Europa Nostra) هذا المسجد امتيازا فخريا في 2006.